# ケンシロウによろしく
『ケンシロウによろしく』は、ジャスミン・ギュによる日本の漫画作品。『週刊ヤングマガジン』（講談社）にて、2020年16号から2023年47号まで連載された。

## 概要
タイトルの通り、武論尊の原作・原哲夫の作画による漫画『北斗の拳』のパロディが取り込まれている。また、ある意味で「コメディ・アクション」の要素が強調されている。作者のジャスミン・ギュの前作である『Back Street Girls』（以下、前作）に登場する犬金組の名称や主役キャラクターの1人である杉原チカ（杉原和彦）と名前、容姿と言動が瓜二つなキャラクターが端役として登場するなど、前作との関連性を感じさせる要素もある。
単行本第1巻の発売時には千葉繁のナレーションによる記念動画がヤングマガジンchにて公開され、原のコメントが第1巻の帯に掲載されたほか、第2巻の発売時にも武論尊のコメントが帯に掲載された。
2023年9月22日にDMM TVオリジナルで実写ドラマが公開された。

## あらすじ
10歳の時にヤクザに母親を奪われた沼倉孝一は愛読書『北斗の拳』の影響を受け、復讐のためのトレーニングと北斗の拳の読書を重ね、肉体を鍛えて行った。10年後、母を奪ったヤクザの木村に復讐を実行するも失敗する。
『北斗の拳』の知識だけでは「相手を害することに特化したツボの知識」を知り得ないと気付いた沼倉は更なる研鑽を積み、幾数十年後には気付けば国家資格を4つ持つ凄腕のマッサージ師となっていた。
再度復讐の機会をうかがいながら、沼倉は鍛え上げたマッサージ技術で肉体的な悩みを持つ人々を救っていく。

## 登場人物

### 主要人物
沼倉 孝一（ぬまくら こういち）
主人公。10歳の時に母親をヤクザの木村に奪われ、当時読んでいた『北斗の拳』に登場するツボを突いて相手を倒す主人公のケンシロウに憧れ、木村への復讐のために鍛錬と『北斗の拳』の熟読を繰り返し、10年後にはケンシロウを彷彿とさせる強靭な肉体を得る。その後、再会したヤクザの木村のツボを突いて「余命3秒」を宣告するも漫画と同じようにはならず、更なる研鑽を積んだ結果、40歳を超えるころには4つの国家資格を持ち、その指圧で多くの人間を笑顔にする最強のマッサージ師となる。その一方、復讐のために沼倉流暗殺ツボの開発をも行っていた。テレビ番組『モミの鉄人』に出演する際の名前は沼倉ケンシロウ。
ユリアにこの身を捧げようと（真剣に）童貞を貫いてきたが、酷い腰痛を患っていたAV女優の神本ユアの新作にて、素人モデルと偽り出演した際に疑似本番しながらユアを施術したことでユアを悦ばせてしまい、そのままの勢いでユアに童貞を奪われ失意のまま童貞を卒業した。
坂本 里香（さかもと りか）
22歳。交通事故で寝たきりになった父を持ち、指圧師を目指して専門学校に通う傍ら夜は風俗店で働いていた女性。マッサージの腕に自信を持っていたが勤務する風俗店に客として訪れた沼倉にマッサージを行ったものの、逆にマッサージを受けその弟子となり、風俗店を辞め月給100万円にて沼倉の元で働くこととなる。沼倉の面倒くさい性格と行動に戸惑いながらも時にはフォローし、自己のマッサージの腕を高めている。伝手を使って、沼倉のテレビ番組『モミの鉄人』出演にこぎつけるが、その際に沼倉からは「ユリア」と呼ばれそれっぽいコスプレをさせられる。
木村（きむら）
スキンヘッドのヤクザで、犬金組の次期組長候補 → 木村組組長。かつて沼倉から母親を奪った人物でもあり、沼倉が復讐対象としていた人物。沼倉が研鑽を積んだ30年の間に胃がんを患い、その除去には成功したものの脊髄にがんが転移しそれ故にひどい腰痛を訴えていた。沼倉のマッサージ店に現れた時には余命数カ月と沼倉は見抜き、心中で沼倉は絶望に陥りかけていたが、がんではなく自分の手で命を奪い復讐を果たすため、沼倉は施術でがんを寛解させようとしていた。沼倉による2度目の施術を受けた直後に敵対していた講談組によって車に跳ねられ重体となる。この際も沼倉の手で助かり、指名手配中の身で入院できないため野田の別荘に匿われて回復するも、今度は自らのたばこの不始末で治療器の爆発事故を起こし意識不明となる。その後は沼倉のマッサージ店の奥で生命維持装置を付けられ、沼倉の手によってギリギリの状態で生かされ生と死の境を彷徨ったが、第55話で力尽き死亡した。
久田 圭子（ひさだ けいこ）
講談出版に勤める女性編集者で年齢は31歳。所属は週刊「悪」編集部でヤクザ部門担当。沼倉の協力者で副業として木村に接近しその周辺情報を沼倉に流している。沼倉の携帯の登録はスパイ圭子。モデルはジャスミン・ギュの友人であるニュースサイトTABLO編集長の久田将義。
中村 ひろし（なかむら ひろし）
バーチャルアイドルのバチぴょんことバーチャルチカぴょんに嵌りきっていたオタクな男性。愛していたバチぴょんの終焉を受け、過呼吸を発症するなど体調と精神的に不安定となり沼倉の元を訪れ、そこで施術を受け回復したのちに沼倉の仲間「バット」となる。ニューヨークへの留学経験があり、そこで薬物中毒になった友人たちを見てきた過去から、覚醒剤や麻薬の類を忌み嫌っている。

### 沼倉の客
野田（のだ）
大手ITソフト企業、野田ソフトの会長。かつて沼倉の手で道端で倒れたところを救われ、その縁から沼倉を20年援助し、今の凄腕マッサージ師となるまでに導いた人物。
森山林（もりやまばやし）
大相撲の大関→のち横綱。年齢は20代。マスコミからのバッシングや、先輩関取・黒乃虎からの言葉攻めなどによる多大なストレスから体調を崩し、胃の不調と円形脱毛症を患っていた。里香の正社員採用試験のテストのため、沼倉の指示で里香が沼倉マッサージに勤めて初のマッサージを担当する客となる。横綱昇進直後に引退と兼ねてからの夢であったバレエダンサーへの転身を決意し、沼倉の元で痩身マッサージを受けるが、その様子を見た付き人かつ愛弟子の関取にMと勘違いされてしまう。

## 書誌情報
- ジャスミン・ギュ『ケンシロウによろしく』講談社〈ヤンマガKCスペシャル〉、全8巻
  1. 2020年8月5日発行（同日発売[5][講 1]）、ISBN 978-4-06-520465-8
  2. 2020年12月4日発行（同日発売[講 2]）、ISBN 978-4-06-521704-7
  3. 2021年4月6日発行（同日発売[講 3]）、ISBN 978-4-06-522937-8
  4. 2021年8月5日発行（同日発売[講 4]）、ISBN 978-4-06-523995-7
  5. 2021年12月6日発行（同日発売[講 5]）、ISBN 978-4-06-526178-1
  6. 2022年6月6日発行（同日発売[講 6]）、ISBN 978-4-06-527800-0
  7. 2023年8月4日発行（同日発売[講 7]）、ISBN 978-4-06-529808-4
  8. 2024年1月9日発行（同日発売[講 8]）、ISBN 978-4-06-534298-5

## 配信ドラマ
DMM TVにて、2023年9月22日より独占配信中。主演は松田龍平。
2024年2月22日（21日深夜）から2024年3月28日（27日深夜）まで、地上波のテレビ東京にて放送された。

### あらすじ（配信ドラマ）
Episode1
沼倉滉一は10歳の時、母親が突然姿を消し、一枚の書き置きだけを残して去ってしまった。母親を恋人のヤクザ木村に奪われ、沼倉は人生を狂わされる。沼倉は母親に捨てられたことも許せなかったが、木村に対する復讐心を駆り立て、漫画『北斗の拳』を読み漁り、10年間トレーニングを積み重ねてケンシロウの肉体と技を習得する。しかし、実際に木村に挑むと、北斗の拳の知識だけでは足りないことに気づき、専門的なツボを勉強し、晴れてマッサージ師の国家資格を取得して、治療院を開業する。
指圧師を目指して専門学校に通う坂本里香は父親が交通事故で寝たきりになったため、彼を看病しながら夜の風俗店で仕事をして生計を立てていた。彼女はマッサージの腕前が秀でており、新規のお客を必ず虜にしていた。しかし、沼倉が客として店に現れると彼女のマッサージを拒否し、逆に里香のマッサージを始める。最初は戸惑いながらも、沼倉の驚異的なマッサージによって里香は気持ちよさを体験し、彼に弟子入りを願い出る。沼倉は弟子を取ることを拒むが、バイトとして彼女を雇うことを決める。
Episode2
里香は夢のような体験をした後、沼倉の治療院で働くことになる。彼女は父親や友人たちをマッサージして喜ばれた経験から、マッサージが人を幸せにする手段だと信じていた。一方、沼倉は母を奪ったヤクザ・木村を倒すために、『北斗の拳』から得た北斗神拳の技を使い、いつの間にかマッサージ師となったことを明かす。
里香は沼倉と共に大手IT企業社長・野田修の出張マッサージに向かう。野田は余命半年という診断を受け、妻との思い出の夜を過ごすことを望んでおり、そのために沼倉のマッサージの力を借りようとする。沼倉は特別なツボを押し、野田のED問題を解決する。
その後、里香は沼倉から北斗神拳の知識を得るために『北斗の拳』を全巻読むよう命令され、風俗店との掛け持ちを禁止される。里香は父の治療費や生活費、学費を稼ぐために夜の仕事をしていると明かすと、沼倉は彼女に、月給100万円の正社員になるチャンスとして力士の森山林を満足させる試練を与える。

### キャスト（配信ドラマ）

#### 主要人物（配信ドラマ）
沼倉孝一（ぬまくら こういち）
演 - 松田龍平　（少年期：楠 楓馬）
主人公。復讐のために『北斗の拳』を読んで暗殺拳を学び、なぜか史上最強の凄腕マッサージ師となった男。「沼倉マッサージ」を営んでいる。野田修の命を助けたことで、それ以来彼から多額の報酬を得ている。あん摩マッサージ指圧師、柔道整復師、はり師、きゅう師の国家資格を所持している。
坂本里香（さかもと りか）
演 - 西野七瀬
指圧師の専門学校に通っている。父が寝たきりで、その医療費や生活費や学費を稼ぐために夜は風俗店「個室マッサージ フィンガールズ」で働いている。リピート率100％の売れっ子。ある日、沼倉が客として訪れ、マッサージするも「まったく気持ちよくない」と言われ逆に沼倉にマッサージされ、そのあまりのテクニックに弟子入り志願する。

#### 周辺人物（配信ドラマ）
木村猛志
演 - 中村獅童
沼倉から母親を奪ったヤクザ。木村を演じた中村獅童は完成披露試写会でロケの際に血のりの付いた役衣装とメイクのままで近隣のカレー屋に赴いたため、周辺住民に警察に通報されたエピソードを語っている。
沼倉の母親
演 - 筒井真理子
沼倉が小学生の時に書き置きを残して突然姿を消す。
久田佳子
演 - 倉科カナ
ヤクザ専門の記者。沼倉の復讐を手助けする。
中村ひろし
演 - 矢本悠馬
バーチャルアイドルを応援するオタク。
野田修
演 - 斉木しげる
大手IT企業「野田ソフト」会長。道端で倒れているところを通りがかった沼倉に助けてもらって以来の太客。余命半年。死ぬ前に愛する妻とSEXがしたいができず、沼倉にED治療を頼む。
ヨシトモカタコラス
演 - 野間口徹
伝説の凝りの名人。テレビ番組「モミの鉄人」の出演者。肩の凝りがひどく、会社の部下たちが「すごく硬い」と触ってくれることが唯一の他人との触れ合いで、肩をほぐしたくない。
西ヶ上
演 - 勝村政信
人気テレビ番組「モミの鉄人」出演者。西洋医学しか断じて認めない医師。
沢村ルナ
演 - 松井愛莉
敏感女王の異名を持つ女性。
森山林
演 - 大鶴肥満（ママタルト）
力士。沼倉のマッサージ店の常連客。
森山林の弟子
演 - 義江和也
里香の父
演 - 遠山俊也
里香と2人暮らし。交通事故の後遺症で寝たきりで、里香に面倒をみてもらっている。
木村の舎弟
演 -永沼伊久也

#### ゲスト（配信ドラマ）

##### 第1話（配信ドラマ）
修の妻
演 - 梅沢昌代
修と45年連れ添った最愛の妻。夫が死ぬ前に最後にもう一度愛し合いたいと願っている。

##### 第2話 - 第4話（配信ドラマ）
司会
演 - 本多力
人気テレビ番組「モミの鉄人」司会者。
王指魔
演 - 六角慎司
「モミの鉄人」出演者。中国気功整体の鉄人。
佐藤チェンマイ
演 - 三河悠冴
「モミの鉄人」出演者。タイ古式マッサージの鉄人。
Mr.アブラー
演 - 大下ヒロト
「モミの鉄人」出演者。オイルマッサージの鉄人。

### スタッフ
- 原作 - ジャスミン・ギュ『ケンシロウによろしく』（講談社『ヤングマガジン』連載）
- 脚本 - バカリズム[13]
- 主題歌 - 花冷え。「Believer」[18]
- 監督 - 関和亮、スミス、中山佳香[13]